# 58191 Dolomiten
58191 Dolomiten este un asteroid din centura principală de asteroizi.

## Descriere
58191 Dolomiten este un asteroid din centura principală de asteroizi. A fost descoperit pe 28 decembrie 1991 la Tautenburg de Freimut Börngen. Asteroidul prezintă o orbită caracterizată de o semiaxă mare de 2,28 ua, o excentricitate de 0,07 și o înclinație de 6,5° în raport cu ecliptica.